# الفيزياء الألمانية

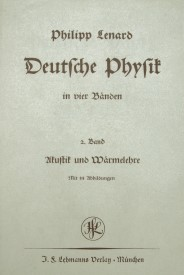
فيليب لينارد. Deutsche Physik, 2. Band – Akustik und Wärmelehre. München, 1936–1937

دويتشه فيزيك (تُلفظ بالألمانية: [(تُلفظ بالألمانية: [ˈdɔʏtʃə fyˈziːk]، قالب:حرفياً "German Physics") أو الفيزياء الآرية ((بالألمانية: Arische Physik)‏) كانت حركة قومية في مجتمع الفيزياء الألماني في أوائل ثلاثينيات القرن العشرين والتي حظيت بدعم العديد من علماء الفيزياء البارزين في ألمانيا. المصطلح مأخوذ من عنوان كتاب فيزياء مؤلف من أربعة مجلدات ألفه فيليب لينارد الحائز على جائزة نوبل في الثلاثينيات.
عارضت دويتشه فيزيك عمل ألبرت أينشتاين وغيرها من الأعمال الفيزيائية الحديثة القائمة على النظرية، والتي سميت باستخفاف "الفيزياء اليهودية" ((بالألمانية: Jüdische Physik)‏).

## التاريخ

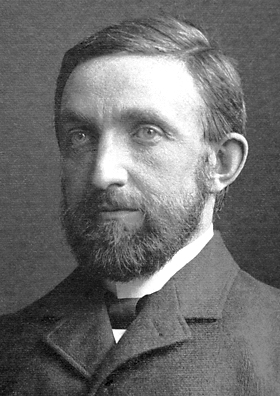
فيليب لينارد، أحد المؤسسين الأوائل لحركة دويتشه فيزيك

بدأت هذه الحركة امتداداً للحركة القومية الألمانية في مجتمع الفيزياء والتي تعود إلى بداية الحرب العالمية الأولى مع إعلان النمسا الحرب في 28 يوليو 1914. في 25 أغسطس 1914، أثناء اغتصاب ألمانيا لبلجيكا، استخدمت القوات الألمانية البنزين لإضرام النار في مكتبة جامعة لوفان الكاثوليكية. أدى حرق المكتبة إلى إصدار مذكرة احتجاج وقّعها ثمانية علماء بريطانيين بارزين، هم ويليام هنري براغ، ووليام كروكس، وألكسندر فليمنج، وهوراس لامب، وأوليفر لودج، وويليام رامزي، واللورد رايلي، وجوزيف جون طومسون. عام 1915، أدى ذلك إلى رد فعل مضاد ظهر على شكل "نداء" صاغه فيلهلم فين ووجّهه إلى الفيزيائيين والناشرين العلميين الألمان، ووقعه ستة عشر فيزيائيًا ألمانيًا، من بينهم أرنولد سومرفيلد ويوهانس شتارك. وزعموا أن الطابع الألماني قد أسيء تفسيره وأن المحاولات التي بذلت على مدى سنوات عديدة للتوصل إلى تفاهم بين البلدين قد باءت بالفشل بشكل واضح. لذلك، عارضوا استخدام المؤلفين العلميين ومحرري الكتب والمترجمين الألمان لللغة الإنجليزية. وقّع عدد من الفيزيائيين الألمان، بمن فيهم ماكس بلانك وفيليب لينارد، المنافس العلمي لجوزيف جون طومسون، على المزيد من التصريحات ، حيث اندلعت "حرب العقول" تدريجيًا. على الجانب الألماني، اقتُرح تجنّب الاستخدام غير الضروري للغة الإنجليزية في النصوص العلمية (فيما يتعلق، على سبيل المثال، بإعادة تسمية الظواهر المكتشفة في ألمانيا بأسماء مشتقة من اللغة الإنجليزية، مثل " X-ray " بدلاً من " Röntgen ray" ). ومع ذلك، تم التأكيد على أنه لا ينبغي إساءة فهم هذا الإجراء باعتباره رفضًا للفكر والأفكار والتحفيزات العلمية البريطانية.
بعد الحرب، أدت الإهانات المتصورة لمعاهدة فرساي إلى إبقاء بعض هذه المشاعر القومية مشتعلة، خاصة لدى لينارد، الذي كان قد اشتكى بالفعل من إنجلترا في كتيب صغير في بداية الحرب. عندما حاول طالب البحرية السابق أولتويج فون هيرشفيلد، في 26 يناير 1920، اغتيال وزير المالية الألماني ماتياس إرزبيرجر، أرسل لينارد برقية تهنئة إلى هيرشفيلد. بعد اغتيال السياسي فالتر راثيناو عام 1922، أمرت الحكومة بتنكيس الأعلام في يوم جنازته، لكن لينارد تجاهل الأمر في معهده في جامعة هايدلبرغ. نظّم الطلاب الاشتراكيون مظاهرة ضد لينارد، الذي احتجزه المدّعي العام هوغو ماركس.
خلال السنوات الأولى من القرن العشرين، تسببت نظرية ألبرت أينشتاين النسبية في جدل مرير داخل مجتمع الفيزياء في جميع أنحاء العالم. كان هناك العديد من الفيزيائيين، وخاصة «الحرس القديم»، الذين كانوا متشككين في المعاني البديهية لنظريات أينشتاين. في حين أن الرد على أينشتاين كان يعتمد جزئيًا على أن مفاهيمه كانت بمثابة انفصال جذري عن النظريات السابقة، إلا أنه كان هناك أيضًا عنصر معادٍ لليهود في بعض الانتقادات. كان المُنظّر الرائد لحركة دويتشه فيزيك هو رودولف توماشيك، الذي أعاد تحرير كتاب الفيزياء الشهير لجريمسهل Lehrbuch der Physik . وفي ذلك الكتاب، الذي يتكون من عدة مجلدات، قُبلت نظرية تحويل لورينتز، وكذلك نظرية الكم القديمة. ومع ذلك، لم يُذكر تفسير أينشتاين لتحويل لورينتز، وتم تجاهل اسم أينشتاين تمامًا. استاء العديد من علماء الفيزياء الكلاسيكية من رفض أينشتاين لفكرة الأثير المضيء، والتي كانت الدعامة الأساسية لعملهم خلال معظم حياتهم الإنتاجية. ولم يقتنعوا بالأدلة التجريبية للنسبية؛ لقد اعتقدوا أن قياسات الحضيض الشمسي لعطارد والنتيجة الفارغة لتجربة تجربة ميكلسون ومورلي يمكن تفسيرها بطرق أخرى، وكانت نتائج تجربة كسوف إدينغتون إشكالية من الناحية التجريبية بما يكفي لرفضها باعتبارها لا معنى لها من قبل المشككين الأكثر إخلاصًا. كان العديد منهم فيزيائيين تجريبيين متميزين للغاية، وكان لينارد نفسه حائزًا على جائزة نوبل في الفيزياء.

## في عهد الرايخ الثالث

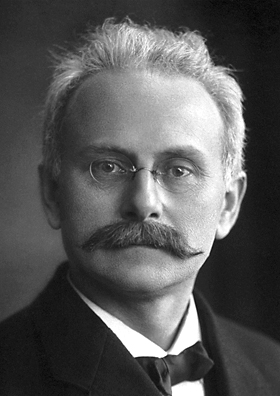
يوهانس شتارك

عندما دخل النازيون المشهد السياسي، حاول لينارد بسرعة التحالف معهم، وانضم إلى الحزب في مرحلة مبكرة. مع العالم الحائز على جائزة نوبل في الفيزياء، يوهانس ستارك، بدأ لينارد حملة أساسية لوصف النسبية لأينشتاين بأنها فيزياء يهودية.
استفاد لينارد  وستارك بشكل كبير من هذا الدعم النازي. تحت مناشدة حاشدة مفادها أن الفيزياء يجب أن تكون أكثر "ألمانية" و"آرية"، شرع لينارد وستارك في تنفيذ خطة أقرها النازيون لاستبدال الفيزيائيين في الجامعات الألمانية بـ "فيزيائيين آريين". وبحلول عام 1935، حلت محل هذه الحملة قوانين نورمبرغ لعام 1935. لم يعد هناك أي أساتذة فيزياء يهود في ألمانيا، لأنه بموجب قوانين نورمبرغ، لم يُسمح لليهود بالعمل في الجامعات. كما حاول ستارك على وجه الخصوص تنصيب نفسه مرجعاً وطنياً في الفيزياء "الألمانية" بموجب مبدأ Gleichschaltung</link> (حرفيا، "التنسيق"). في ظل هذا النموذج من الحقبة النازية، اتبعت التخصصات الأكاديمية والمجالات المهنية تسلسلًا هرميًا خطيًا صارمًا أنشئ بموجب خطوط أيديولوجية.
لاقى قادة "الفيزياء الآرية" نجاحًا معتدلًا، لكن الدعم من الحزب النازي لم يكن بالقدر الذي كان يفضله لينارد وستارك. بدأآ في التراجع عن نفوذهما بعد فترة طويلة من مضايقات عالم فيزياء الكم فيرنر هايزنبرغ، والتي تضمنت وصفه بـ "يهودي أبيض" في Das Schwarze Korps</link>. كان هايزنبرغ فيزيائيًا بارزًا للغاية، وأدرك النازيون أنهم سيكونون أفضل حالًا معه وليس بدونه، مهما كانت نظريته "يهودية" في نظر ستارك ولينارد. في لحظة تاريخية، اتصلت والدة هايزنبرغ بوالدة هاينريش هيملر وسألتها عما إذا كانت ستطلب من قوات الأمن الخاصة منح "فيرنر" فترة راحة. بعد البدء بتقييم كامل للشخصية، والذي حرض عليه هايزنبرغ وأجازه، منع هيملر المزيد من الهجوم على الفيزيائي. استخدم هايزنبرغ لاحقًا "الفيزياء اليهودية" في المشروع الألماني لتطوير الانشطار النووي لأغراض الأسلحة النووية أو استخدام الطاقة النووية. وعد هيملر هايزنبرغ أنه بعد فوز ألمانيا في الحرب، ستموّل قوات الأمن الخاصة معهد فيزياء يديره هايزنبرغ.
بدأ لينارد يلعب دورًا أقل فأقل، وسرعان ما واجه ستارك صعوبة أكبر، حيث دافع علماء وصناعيون آخرون معروفون بكونهم "آريين" بشكل استثنائي عن النسبية وميكانيكا الكم.

## منشورات ذات علاقة
- Ball, Philip, Serving the Reich: The Struggle for the Soul of Physics Under Hitler (University of Chicago Press, 2014).
- Beyerchen, Alan, Scientists under Hitler: Politics and the physics community in the Third Reich (New Haven, CT: Yale University Press, 1977).
- Hentschel, Klaus, ed. Physics and National Socialism: An anthology of primary sources (Basel: Birkhaeuser, 1996).
- Philipp Lenard: Wissenschaftliche Abhandlungen Band IV. Herausgegeben und kritisch kommentiert von Charlotte Schönbeck. [Posthumously, German Language.] Berlin: GNT-Verlag, 2003.  ISBN 978-3-928186-35-3. Introduction, Content.
- Walker, Mark, Nazi science: Myth, truth, and the German atomic bomb (New York: HarperCollins, 1995).